# Premio Trasalba
El Premio Trasalba es un galardón anual y de carácter honorífico, que recompensa la labor cultural y galleguista de distintas figuras vivas (o recientemente fallecidas). Promovido por la Fundación Otero Pedrayo, se entrega ininterrumpidamente desde 1983 en la casa museo del escritor Ramón Otero Pedrayo en Trasalba (Amoeiro).

## Lista de los premiados
- 1983, Xaquín Lorenzo Fernández
- 1984, Isidro Parga Pondal
- 1985, Antonio Fraguas Fraguas
- 1986, Valentín Paz-Andrade
- 1987, Ramón Martínez López
- 1988, Francisco Fernández del Riego
- 1989, Miguel Anxo Araúxo Iglesias
- 1990, Xosé Filgueira Valverde
- 1991, Lois Tobío Fernández
- 1992, Xaime Isla Couto
- 1993, Isaac Díaz Pardo
- 1994, Marino Dónega Rozas
- 1995, Francisco Xavier Río Barxa
- 1996, Pura Vázquez Iglesias
- 1997, Raimundo, García Domínguez, Borobó
- 1998, Ricardo García Suárez, Xohán Ledo
- 1999, Carlos García Martínez
- 2000, Xesús Alonso Montero
- 2001, Xosé Luís Méndez Ferrín
- 2002, Augusto Pérez Alberti
- 2003, Andrés Torres Queiruga
- 2004, Xosé Neira Vilas
- 2005, Agustín Sixto Seco
- 2006, Milladoiro
- 2007, John Rutherford
- 2008, Olga Gallego Domínguez
- 2009, Xosé Manuel Beiras Torrado
- 2010, Xosé Ramón Barreiro Fernández
- 2011, Ramón Lorenzo
- 2012, Antía Cal Vázquez
- 2013, Cristina Pato
- 2014, Agustín Fernández Paz
- 2015, Antón Pulido
- 2016, Camilo Nogueira Román
- 2017, Carlos Baliñas Fernández
- 2019, Luz Pozo Garza
- 2020, Manuel García "Buciños"
- 2021, María Victoria Carballo-Calero
- 2022, Carlos Mella
- 2023, Luís Davila
- 2024, Maribel Outeiriño